# Fliegerhorst Königsberg-Neumark

i7
i11
i13
Der Fliegerhorst Königsberg-Neumark war ein Fliegerhorst der Luftwaffe der Wehrmacht südlich der Stadt Chojna/Königsberg in der Neumark in der heutigen polnischen Woiwodschaft Westpommern. Die Baza lotnicza Chojna, so die polnische Bezeichnung des Militärflugplatzes, wurde im Kalten Krieg von den Luftstreitkräften der Sowjetunion genutzt. Nach dem Abzug der Sowjettruppen wurde der Flugplatz geschlossen.

## Geschichte

### Deutsche Zeit
Der Fliegerhorst wurde zwischen 1937 und 1938 für die damalige deutsche Luftwaffe neu angelegt. Die Start- und Landebahn hatte einen Grasuntergrund. Im Norden des Fliegerhorstes befanden sich zwei sehr große und drei große Flugzeughangars und ein großer Reparaturhangar. Hinter den Hangars standen weitere Wirtschafts- und Unterkunftsgebäude. Als erste fliegende Einheit war hier, ab August 1939, die II./KG 27 stationiert. Auch waren hier von 1939 bis 1945 verschiedene Flugzeugführer- und Verbandsführerschulen untergebracht. Die folgende Tabelle zeigt eine Auflistung ausgesuchter fliegender aktiver Einheiten (ohne Schul- und Ergänzungsverbände) der Luftwaffe die hier zwischen 1939 und 1945 stationiert waren.
| Von            | Bis            | Einheit                                                            | Ausrüstung           |
| -------------- | -------------- | ------------------------------------------------------------------ | -------------------- |
| August 1939    | September 1939 | II./KG 27 (II. Gruppe des Kampfgeschwaders 27)                     | Heinkel He 111 P     |
| September 1939 | Oktober 1939   | III./KG 27                                                         | Heinkel He 111 P     |
| 1943           | 1944           | Teile der III./NJG 5 (III. Gruppe des Nachtjagdgeschwaders 5)      | Messerschmitt Bf 110 |
| März 1944      | August 1944    | Stab, II./ZG 26 (Stab und II. Gruppe des Zerstörergeschwaders 26)  | Messerschmitt Me 410 |
| März 1944      | Mai 1944       | III./ZG 26                                                         | Messerschmitt Me 410 |
| Mai 1944       | August 1944    | I./ZG 26                                                           | Messerschmitt Me 410 |
| Juli 1944      | September 1944 | Stab, I., II./JG 6 (Stab, I. und II. Gruppe des Jagdgeschwaders 6) | Focke-Wulf Fw 190    |
| Januar 1945    | Februar 1945   | Stabsstaffel/NJG 1                                                 | Junkers Ju 88 G      |

### Polnische Zeit
Am 4. Februar 1945 besetzten sowjetische Truppen das Gelände des Fliegerhorstes. Königsberg i.d.Nm. wurde 1945 polnisch und in Chojna umbenannt. Seit 1946 gehörte Chojna zur polnischen Woiwodschaft Stettin, seit 1999 zur Woiwodschaft Westpommern. Die Luftstreitkräfte der Sowjetunion bauten ihn aus und nutzten ihn während des gesamten Kalten Kriegs.
| Von          | Bis            | Einheit                                                 | Ausrüstung |  |
| ------------ | -------------- | ------------------------------------------------------- | --- |  |
| Februar 1945 | April 1945     | 43. Jagdfliegerregiment (43-й иап)                      | Jakowlew Jak-3, Jak-9                                                                                             |  |
| April 1945   | Mai 1945       | 54. Jagdfliegerregiment (54-й иап)                      | Bell P-39 |  |
| Januar 1946  | Februar 1949   | 149. Jagdfliegerregiment (149-й иап)                    | Jakowlew Jak-9 |  |
| Februar 1949 | Dezember 1952? | 871. Jagdfliegerregiment (871-й иап)                    | Jakowlew Jak-9 |  |
| Juni 1955    | 5. Mai 1992    | 582. Jagdfliegerregiment (582-й иап)                    | Mikojan-Gurewitsch MiG-17, Mikojan-Gurewitsch MiG-21F-13, MiG-21PF, MiG-21PFM, MiG-21SMT, MiG-21bis, Suchoi Su-27 |  |
| 1956         | 1963           | selbstständiges Aufklärungsfliegerregiment (330-й орап) | Mikojan-Gurewitsch MiG-15                                                                                         |  |

Am 5. Mai 1992 verließ das 582. Jagdfliegerregiment den Flugplatz und verlegte nach Smolensk. Die Sowjets übergaben den Flugplatz am 7. Juli 1992 den polnischen Behörden.
Seitdem ist das Gelände verwaist.